# Alagi (sous-marin)
Le Alagi est un sous-marin de la classe Adua (sous-classe de la Serie 600, en service dans la Regia Marina lancé au milieu des années 1930 et ayant servi pendant la Seconde Guerre mondiale.
Il est nommé d'après la montagne Amba Alagi en Ethiopie.

## Caractéristiques
Les sous-marins de la classe Adua sont des sous-marins de petite croisière à simple coque avec double fond central et bulges latéraux, pratiquement identiques à ceux de la série précédente Perla dont ils constituent une répétition. C'est la plus grande série de la classe 600 et donne de bons résultats au cours du conflit, bien que la vitesse de surface soit plutôt faible, les bateaux sont robustes et maniables. Il y a de petites différences dans le déplacement et les détails de construction entre les unités construites sur des sites différents.
Ils déplaçaient 697,25 tonnes en surface et 856,40 tonnes en immersion. Les sous-marins mesuraient 60,18 mètres de long, avaient une largeur de 6,45 mètres et un tirant d'eau de 4,7 mètres.
Pour la navigation de surface, les sous-marins étaient propulsés par deux moteurs diesel de 600 chevaux (447 kW), chacun entraînant un arbre d'hélice. En immersion, chaque hélice était entraînée par un moteur électrique de 400 chevaux-vapeur (298 kW). Ces moteurs électriques étaient alimentés par une batterie d'accumulateurs au plomb composée de 104 éléments. Ils pouvaient atteindre 14 nœuds (26 km/h) en surface et 7,5 nœuds (13,9 km/h) sous l'eau. En surface, la classe Adua avait une autonomie de 3 180 milles nautiques (5 890 km) à 10,5 noeuds (19,4 km/h), en immersion, elle avait une autonomie de 74 milles nautiques (137 km) à 4 noeuds (7,4 km/h)
Les sous-marins étaient armés de six tubes lance-torpilles internes de 53,3 cm, quatre à l'avant et deux à l'arrière. Une torpille de rechargement était transportée pour chaque tube, pour un total de douze. Ils étaient également armés d'un canon de pont de 100 mm OTO 100/47 pour le combat en surface. L'armement antiaérien léger consistait en une ou deux paires de mitrailleuses Breda Model 1931 de 13,2 mm

## Construction et mise en service
Le Alagi est construit par le chantier naval Cantieri Riuniti dell'Adriatico (CRDA) de Monfalcone en Italie, et mis sur cale le 19 mars 1936. Il est lancé le 15 novembre 1936 et est achevé et mis en service le 6 mars 1937. Il est commissionné le même jour dans la Regia Marina.

## Historique
Une fois en service, le Alagi est déployé à Naples, intégré dans le XXIIIe Escadron de sous-marins.
Au cours de ses premiers mois de service, il effectue des voyages de formation dans le bassin oriental de la Méditerranée.
Il participe clandestinement à la guerre civile espagnole, effectuant une seule mission du 27 août au 4 septembre 1937, au cours de laquelle il ne voit pas de navires suspects.
Il est ensuite transféré à la base de Cagliari, puis à Messine.
Le 10 juin 1940, lorsque l'Italie entre dans la Seconde Guerre mondiale, il est déjà en mission au large du cap Zebib (près de Bizerte) et au sud de la Sardaigne,. Il rentre au port le 20 juin, sans avoir vu aucun navire adverse.
En juillet, il est envoyé entre l'île d'Alborán et Gibraltar (entre le cap Palos, le cap Ivi et le détroit de Gibraltar) pour attaquer la Force H britannique.
En septembre, il opère au sud de la Sardaigne, entre le cap Spartivento et l'île de La Galite, puis au nord de Philippeville et à une trentaine de milles nautiques (55 km) au nord de Bizerte.
Le 9 novembre 1940, dans l'après-midi, il quitte Cagliari et est envoyé au large de La Galite avec quatre autres sous-marins (dont ses navires-jumeaux Aradam et Axum) en opposition à l'opération britannique "Coat" (avec divers objectifs, notamment l'envoi de navires de guerre de Gibraltar à Alexandrie, de convois à Malte et en Grèce, une attaque de torpilles aériennes contre Tarente et une attaque de convois italiens dans le Bas Adriatique) ; il revient sans signaler d'observation,.
Le 14 novembre, il repart en mer avec les sous-marins Diaspro et Aradam pour contrer une autre opération britannique, la "White": l'envoi de 14 avions à Malte par les porte-avions de la Force H.
Le 5 juin 1941, il est dépêché, sous le commandement du lieutenant de vaisseau (tenente di vascello) Giulio Contreas, à une vingtaine de milles nautiques (37 km) au nord-est de Ras Azzaz,. Tôt le lendemain matin, il tente d'attaquer un petit navire qu'il a aperçu se dirigeant vers l'est, mais, aperçu et attaqué par un autre navire d'escorte, il doit plonger. Le 10 juin, dans la soirée, il remontée à la surface en direction de Messine, mais au matin du 12, il est attaqué par un hydravion Short S.25 Sunderland, qui lui lance deux bombes et le mitraille, tuant le sous-capitaine Paolo Nuzzo. Le Alagi ouvre le feu avec ses armes antiaériennes et endommage l'hydravion, qui doit se désengager,.
Le 18 ou le 21 juillet, il quitte Cagliari pour aller au large du cap Bougaroni, à 55 milles nautiques (100 km) des côtes, et patrouiller dans la zone comprise entre les méridiens 5° et 6° Est, afin de contrer l'opération britannique "Substance" consistant à envoyer un convoi à Malte). Le lendemain, il arrive dans sa zone d'embuscade, commence à patrouiller en surface et plonge de temps en temps pour effectuer des relevés à l'hydrophone. Le 22, il repère la Force H mais ne réussit pas à se porter en position d'attaque, étant plutôt bombardé de grenades sous-marines par les navires formant l'escorte.
Entre fin juillet et début août, le sous-marin a été envoyé, avec trois autres, au sud-ouest de la côte sarde, entre les parallèles 37°30' N et 37°50' N et le méridien 5° E, pour contrer l'opération britannique "Style" (consistant toujours à ravitailler Malte), mais il ne voit aucun navire. Le 8 août, il est déplacé à 25 milles nautiques (46 km) au nord-ouest de la Galite et du 22 au 28 à une trentaine de milles nautiques (55 km) au sud-ouest de la Sardaigne.
En septembre, il reste à la base, puis il effectue diverses autres missions infructueuses :
- à partir du 17 octobre sur le méridien 7° E et à partir du 24 sur le méridien 6° E ;
- en novembre et décembre au Cap de Fer ;
- à partir du 3 janvier 1942, pendant l'opération "M 23", entre 69 et 100 milles nautiques (120 à 180 km) au sud-est de Malte ;
- en février au nord de l'Algérie et de la Tunisie (à partir du 9 du mois au nord du Cap de Fer et du Cap Bougaroni), avec la mort d'un vigie éjecté par les vagues dans la mer agitée ;
- en mai au nord du canal de Sicile et au sud des îles Égades[5].

Dans la soirée du 8 juin 1942, sous le commandement du lieutenant de vaisseau Sergio Puccini, le sous-marin, peu après son arrivée dans sa zone d'opérations (vingt milles nautiques (37 km) au nord du cap Blanc), aperçoit un convoi naviguant au large du Cap Bon. Il s'agit du navire à moteur italien Vettor Pisani escorté par quelques unités de la Regia Marina, que Puccini croit être des navires ennemis, puisqu'il n'a pas été informé du passage du convoi,,.Le Alagi lance une volée de trois torpilles sur le destroyer le plus proche, le Antoniotto Usodimare. Le navire, touché, coule rapidement,,.
A la mi-juin 1942, il est envoyé en embuscade au nord du cap Blanc pour s'opposer au convoi britannique "Harpoon", dans le cadre de la bataille de la mi-juin. Le 14 juin, en fin d'après-midi, il repère des navires britanniques près des îles Baléares alors qu'une partie de l'escorte manœuvrait pour maintenir les marchands. Le sous-marin tente plusieurs fois d'attaquer, mais il est toujours repoussé par l'escorte. Ce n'est que le soir qu'il réussit à s'approcher suffisamment pour lancer deux torpilles, mais celles-ci ont manqué la cible (un porte-avions),,.
En juillet 1942, il est envoyé en Méditerranée orientale contre des convois britanniques naviguant entre des bases du Moyen-Orient et d'Égypte, en vain car les cibles ne manquent pas, mais ils sont aussi lourdement escortés. Le 9 juillet, il aperçoit le pétrolier turc Antares (3 723 tonneaux de jauge brute) - appartenant à une nation neutre mais affrété par les autorités britanniques - dans les eaux de Tripoli, au Liban, et l'attaque en tirant deux torpilles. Touché par les deux torpilles, le navire coule à la position géographique de 34° 59′ N, 35° 32′ E, tandis que le 'Alagi s'éloigne pour éviter d'être attaqué par les unités anti-sous-marines qui gardent la zone,,.

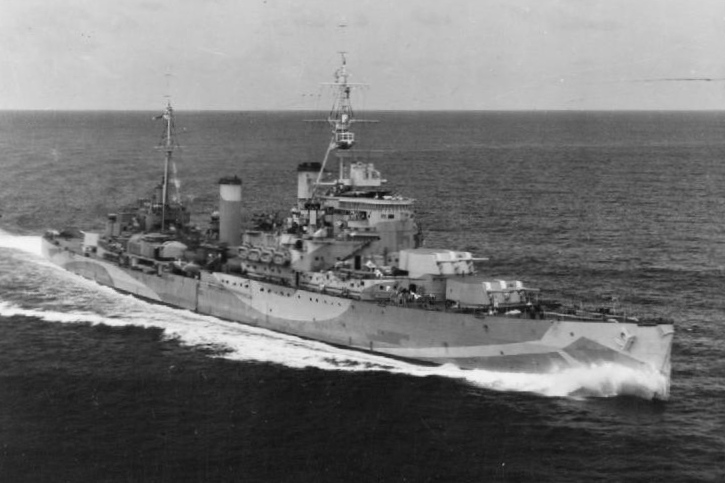
Le croiseur britannique Kenya, endommagé par l'Alagi lors de la bataille de la mi-août

Le 11 août 1942, il fait partie des onze sous-marins placés en embuscade au nord de la Tunisie, entre le Scoglio Fratelli et le Banco di Skerki, pour attaquer un convoi britannique à destination de Malte : c'est l'opération britannique "Pedestal", qui aboutira plus tard à la bataille de la mi-août,. Le 12 août, il repère les unités britanniques et, dans la soirée, il s'approche du convoi, puis lance une volée de quatre torpilles des tubes d'étrave. A 21h05, à une distance de 1 800 mètres - ayant pour cibles un croiseur et un navire marchand, à la position géographique de 37° 28′ N, 10° 28′ E. En plongeant pour s'éloigner, il ressent trois bruyantes explosions,,. A 21h12, une torpille frappe l'avant du croiseur léger HMS Kenya (14) et une seconde passe sous la coque de la même unité sans exploser. Malgré des dégâts d'une certaine gravité (et trois victimes à bord), le croiseur peut continuer à escorter, même si plus tard il doit rester au chantier naval pour des réparations jusqu'en décembre. Au lieu de cela, une autre torpille frappe le navire à vapeur Clan Fergusson (7 347 tonneaux de jauge brute), qui avait déjà été gravement endommagé par les frappes aériennes de la Luftwaffe, provoquant son naufrage. Il convient de signaler que d'autres sources attribuent le naufrage du Clan Fergusson au sous-marin Bronzo ou aux torpilleurs allemands ; d'autres encore attribuent au Alagi le naufrage non pas du Clan Fergusson, mais du navire à moteur Deucalion, qui s'avère cependant avoir été coulé par les bombardiers torpilleurs allemands Heinkel He 111,. Le 18 août, il se déplace près de Malte.
Le 8 novembre 1942, alors qu'il navigue - en plongée - dans les eaux tunisiennes (il doit se trouver en embuscade près de Bizerte), il entre en collision avec un autre sous-marin italien, le Diaspro, avec de graves dommages à sa tourelle (kiosque). Il doit donc faire demi-tour et rentrer à Naples.
En décembre, il opère d'abord entre le cap Bougaroni, La Galite et le cap de Fer, puis - à partir du 29 - près de Bona.
Une autre série de missions sans événements majeurs a suivi :
- en janvier 1943 au nord-est de Bona, entre les méridiens 4° E et 5° E ;
- de février à mai au sud-ouest de la Sardaigne[5].

En juillet, il est envoyé d'abord au sud de la Sardaigne puis au nord-ouest de la Sicile, en passant par le détroit de Messine. A 6h13 le 16 juillet, à la position géographique de 37° 02′ N, 15° 55′ E, il repère trois destroyers ennenis engagés dans la recherche de sous-marins dans les eaux d'Augusta et les attaque en tirant trois torpilles. Il ressent une détonation, mais comme il n'y a aucune trace de celle-ci, on ne peut pas confirmer avoir endommagé des unités,.
Le 3 septembre 1943, il est envoyé dans le golfe de Salerne et le 7, dans le cadre du plan "Zeta" pour contrer le débarquement anglo-américain prévu dans le sud de l'Italie (Opération Avalanche), il est placé en embuscade avec dix autres sous-marins dans la basse mer Tyrrhénienne, entre le golfe de Gaète et le golfe de Paola.
Le 9 septembre, après l'annonce de l'armistice de Cassibile, le Alagi, qui se trouve alors à une soixantaine de milles (112 km) d'Augusta, se dirige vers Malte où il arrive le 16 septembre 1943, avec cinq autres sous-marins, sous l'escorte du destroyer britannique HMS Isis (D87). Il se rend aux Alliés. Le 13 octobre, il quitte Malte et retourne en Italie, avec quinze autres sous-marins.
En octobre également, il est déployé à Haïfa, où il sert aux exercices anti-sous-marins alliés et au transport de ravitaillement entre les îles de la mer Égée,.
De retour à Tarente en décembre 1944, il y passé le reste du conflit,.
Selon les termes du traité de paix (Traité de Paris (1947)), le sous-marin Alagi aurait dû être cédé à l'Angleterre, mais après la renonciation de cette dernière, le sous-marin - seul survivant des 17 navires de sa classe - est radié de la liste de la marine le 1er février 1948 et envoyé à la casse,.
Au total, le Alagi avait effectué 36 missions offensives-exploratoires et 19 missions de transfert, totalisant 31 350 milles nautiques (58 100 km) en surface et 5 379 milles nautiques (9 960 km) sous l'eau,. Quatre membres de son équipage ont perdu la vie au cours de la guerre.